# A Wild Weekend in Huntsville Vol. 1
A Wild Weekend in Huntsville Vol. 1 – album koncertowy Elvisa Presleya, składający się z koncertu (Afternoom Show) nagranego o 2:30 pm, 31 maja 1975 roku, w Huntsville w Alabamie. Wydany został w 2007 roku.  

## Lista utworów
1. "Love Me" (niekompletne)
2. "If You Love Me"
3. "Love Me Tender"
4. "All Shook Up"
5. "Teddy Bear – Don’t Be Cruel"
6. "The Wonder of You"
7. "Burning Love"
8. Introduction
9. "What’d I Say"
10. Band Introductions
11. "School Days"
12. "Trouble" (niekompletny)
13. "T-R-O-U-B-L-E"
14. "Hawaiian Wedding Song"
15. "Let Me Be There"
16. "American Trilogy"
17. "Funny How Time Slips Away"
18. "Blue Suede Shoes"
19. "For The Good Times"
20. "Little Darlin'"
21. "Can’t Help Falling in Love"
22. "Closing Vamp"